# All My Loving (мини-альбом)
All My Loving (с англ. — «Вся моя любовь») — мини-альбом (EP), выпущенный группой «Битлз» 7 февраля 1964 года (на лейбле Parlophone, номер по каталогам — GEP8891). Данный альбом стал четвёртым мини-альбомом в официальной дискографии группы и был выпущен лишь в моно-версии. Кроме Великобритании, альбом был выпущен также в Швеции, Австралии и Новой Зеландии.

## Список композиций
Песни, кроме «Money (That’s What I Want)», написаны Ленноном и Маккартни.
Сторона «А»
1. «All My Loving» — 2:10
  - Впервые выпущена на альбоме With the Beatles.
2. «Ask Me Why» — 2:28
  - Впервые выпущена 11 января 1963 года на стороне «Б» сингла «Please Please Me»; позднее вошла в одноимённый альбом.

Сторона «Б»
1. «Money (That’s What I Want)» (Джени Брэдфорд, Берри Горди) — 2:52
  - Впервые выпущена на альбоме With the Beatles.
2. «P.S. I Love You» — 2:02
  - Впервые выпущена 5 октября 1962 на стороне «Б» сингла «Love Me Do»; позднее вошла в альбом Please Please Me.

## Позиции в чартах
Участие в британском чарте мини-альбомов:
- Дата вхождения в чарт: 8 февраля 1964
- Высшая позиция: 1 (с 29 февраля 1964 года на протяжении 8 недель)
- Всего времени в чарте: 44 недели[1][3]

Кроме этого, мини-альбом также достиг 12 позиции в чарте синглов (в начале 1960-х этот чарт составлялся на основании данных о продаже дисков безотносительно от их размера).